# DJ Happy Vibes
Andreas Hofmann (* 28. Januar 1966 in Dresden) ist ein deutscher Musiker, Musikproduzent, Redner auf rechtsextremistischen Kundgebungen und Moderator, der als Diskjockey unter seinem Künstlernamen DJ Happy Vibes (von englisch Happy Vibes, fröhliche Stimmung) auftritt. Happy Vibes ist ein eingetragenes Markenzeichen. Hofmann hat sein Studio in Kesselsdorf bei Dresden und produziert Inhalte für Radio und TV.

## Werdegang
Hofmann begann 1987, nach Absolvierung eines Lehrgangs für Schallplattenunterhalter und einer staatlichen Einstufung, im Dresdner Volkshaus Laubegast als DJ in der DDR. Mit seinem westlich angehauchten Funk- und Soul-Showprogramm traf er den Zeitgeist der Jugend. Innerhalb von einem Jahr erarbeitete er sich die höchste Amateureinstufung sowie die Profieinstufung. Er absolvierte die Bezirkskulturakademie in Dresden mit einer Auszeichnung, beendete die Zentrale Förderklasse „Diskotheken“ in Leipzig vorzeitig und erhielt den FDJ-Sonderpreis Hervorragendes Volkskunstkollektiv. Ab 1988 war er auch im sozialistischen Ausland mit seiner mobilen Diskothek „Action Service“ unterwegs.
Nach der Wende war DJ Happy Vibes von 1992 bis 1998 für das MDR-Fernsehen als Moderator für die Jugendsendungen „Top 6 – Eurotops“, „Lampenfieber“ sowie „Szene“ tätig. 1993 gründete er seine Firma Happy Vibes Medienproduktion mit den Musiklabels „Aroma Records“, „Happy Vibes Records“ und den „Happy Vibration Musikverlag“. Von 1994 bis 1996 war er Resident-DJ im Megadrome in Radebeul. Von 1997 bis 2016 moderierte und produzierte er jeden Samstag die sachsenweite Radioshow „Maxi-Mal“ auf der Lokalrundfunkkette der RTL Gruppe mit einer Reichweite von einer halben Million Zuhörer.

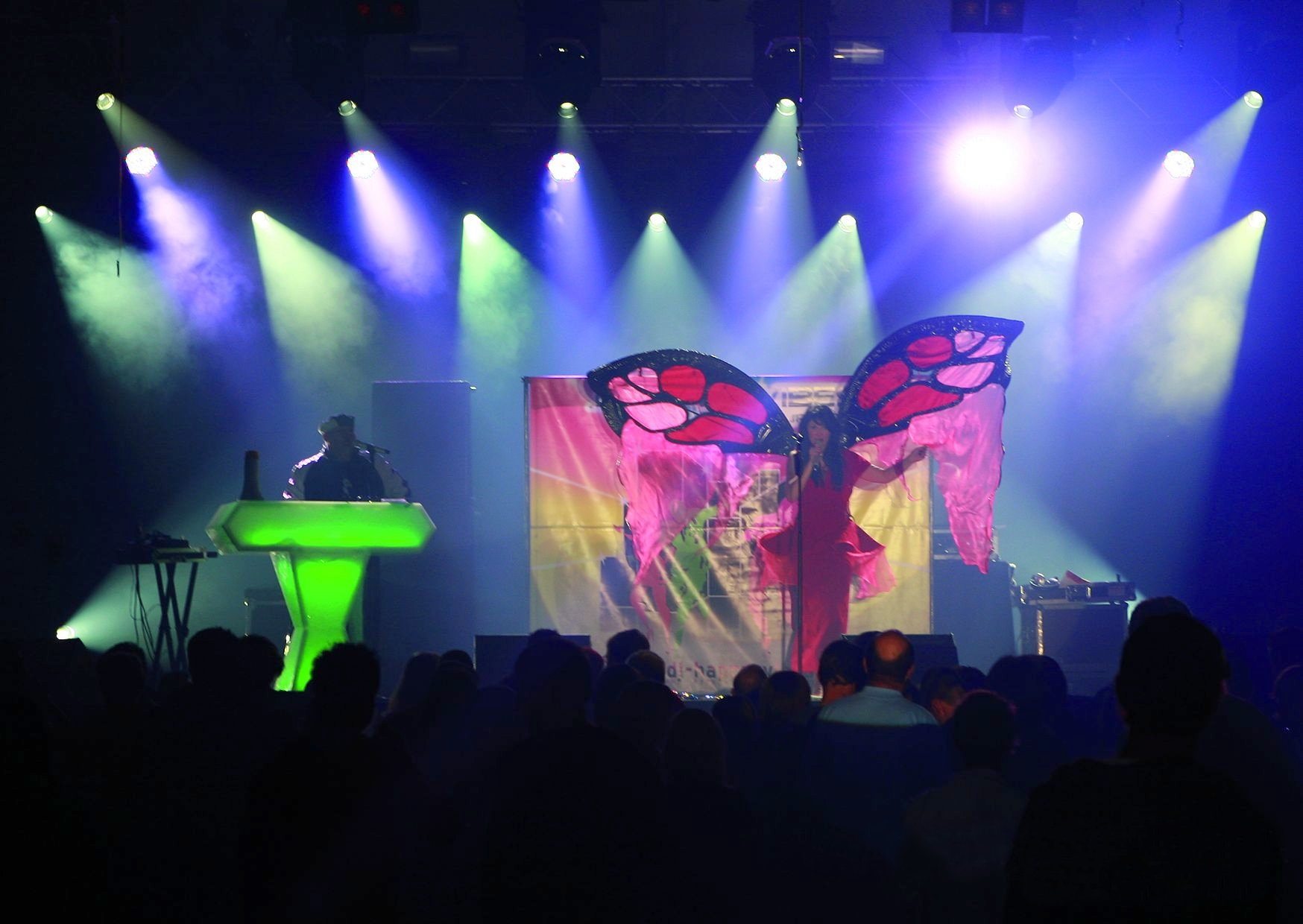
DJ Happy Vibes feat. Jazzmin im Oktober 2010

2003 veröffentlichte er sein erstes Album „Jolly“, 2005 mit der Sängerin Jazzmin sein Zweites, „Orange“. Jazzmin nahm er unter Vertrag und tourte seitdem als DJ Happy Vibes feat. Jazzmin durch Europa. Ihre Bühnenshows sind geprägt von optischen Effekten, Showeinlagen und Kostümen. Im Dezember 2007 veröffentlichte er zusammen mit Jazzmin das dritte Album „Ghostwhispers“. 2008 folgte die Produktion der Titel „Ostrock Megamix XXL“ und „Ostrock Schmusehitmix XXL“ für die Plattenfirma Sony BMG. Als DJ Happy Vibes feat. Jazzmin veröffentlichte er am 17. Juli 2009 das vierte Album „Retro Vibration“. Im Dezember 2010 erschien das erste deutsche Album „Aroma Therapie“.
Ebenfalls 2010 erschien der Song „German History“, der die Epochen der deutschen Geschichte vom Kaiserreich bis ins Jahr 2010 mit originalen Tondokumenten erzählt. Der Titel wurde, da auch Auszüge des nationalsozialistischen Horst-Wessel-Liedes eingearbeitet waren, mitunter kritisch betrachtet, jedoch 2012 mit dem „Sound Award“ der Europäischen Gesellschaft für Musik (EGFM) in der Kategorie „Dance National“ ausgezeichnet.
Im Dezember 2012 folgte das Album „Viva la Vita“, im März 2016 das Album „Nachtschatten“. Am 30. September 2016 wurden die Single und das Video „German History II“ veröffentlicht. Es wurde Mitte Oktober 2016 zur Feier des zweijährigen Bestehens des fremdenfeindlichen Bündnisses Pegida auf dem Theaterplatz in Dresden gezeigt.
Am 20. Juli 2018 folgten das Album „Phönix“ sowie am 2. August 2019 die „Sachsenhymne“.
Happy Vibes veröffentlichte außerdem verschiedene CD-Compilations und produziert in seinem eigenen Studio verschiedene Künstler, u. a. Fresh Fox, Engel B., DJ Attila und Jacqueline.
Am 17. Juli 2017 startete DJ Happy Vibes seine neue Fernsehsendung auf dem sachsenweiten Fernsehsender MyTVplus. Diese Sendereihe wird jeden Montag ab 20:15 Uhr ausgestrahlt und ist eine Mischung aus Talk, Musik sowie Live-Videoanrufern. Die Show wird gleichzeitig im Kabel sowie auf Facebook gesendet.

## Maxi-Mal
Im Jahr 1997 übernahm Andreas Hofmann die Produktion und Moderation der sächsischen Partyradioshow Maxi-Mal auf dem Radiosender Radio Dresden. Die Sendung wurde auch auf den anderen Sendern des Sachsen-Funkpakets jeden Samstagabend von 18.00 bis 01.00 Uhr ausgestrahlt.
Am 20. Oktober 2016 wurde von Radio Dresden bekannt gegeben, dass die Sendung nach fast 20 Jahren abgesetzt wird. Als Grund für das Aus der Show wurden rückläufige Hörerzahlen genannt, was jedoch die Radioanalyse der Arbeitsgemeinschaft Media-Analyse (agma) MA 2017/1 widerlegte. Stattdessen sendete das Sachsen-Funkpaket an dieser Stelle fortan eine 90er-Jahre-Show. Hofmann hatte zuvor mehrfach für Empörung in den sozialen Medien gesorgt, indem er Bundespolitiker beleidigte. Nach der Absetzung seiner Show hatte er nach eigener Auskunft mit finanziellen Problemen zu kämpfen. Kurz nach Bekanntmachung der Absetzung wurde in einer Onlinepetition die Rücknahme der Absetzung gefordert.

## Politik
Mit dem Aufkommen von Pegida ab 2014 sammelte Hofmann Unterschriften gegen ein Asylbewerberheim. Am 26. Oktober 2018 sprach Hofmann auf einer Kundgebung der rechtspopulistischen Bürgerbewegung Pro Chemnitz im Nachgang der Ausschreitungen in Chemnitz 2018.
Ab 2018 war Hofmann Vorstandsvorsitzender der Freien Wähler im Landkreis Sächsische Schweiz-Osterzgebirge. Zur Landtagswahl in Sachsen 2019 trat er in seinem Heimatwahlkreis (Sächsische Schweiz-Osterzgebirge 1) als Direktkandidat der Freien Wähler an und konnte 8,1 % der Direktstimmen auf sich vereinen. 2020 trat er von seinem Posten als Vorstandsvorsitzender zurück, nachdem sich innerparteilich und seitens des Bundesvorsitz Kritik an seinem rechtsextremen und querdenkenden Gedankengut regte.
Im Februar 2022 teilte die rechtsextreme Kleinpartei Freie Sachsen mit, dass sie Andreas Hofmann als parteifreien Landratskandidat im Kreis Sächsische Schweiz-Osterzgebirge aufgestellt hat. In Wahlkampfreden bediente sich Hofmann antisemitischer Verschwörungsmythen. Auf Hofmann entfielen bei der Landratswahl am 12. Juni 2022 in ebenjenem Landkreis 10,5 % der Stimmen.

## Diskografie
- 1996 You Got It – Maxi-CD
- 2002 Royal Coronation – Maxi-Vinyl
- 2003 Jolly – Das 1. Album
- 2005 Banana Joe – Maxi-CD
- 2005 You got it 2005 – Maxi-Vinyl
- 2005 Orange – Das 2. Album
- 2006 Italo Disco Classics Megamix – Album-CD
- 2007 El Pepito – Maxi-CD
- 2007 Pata Pata – Maxi-CD
- 2007 Ghostwispers – Das 3. Album
- 2008 Summertime – Maxi-CD
- 2008 Italo Disco Classics Megamix Vol. 2 Album-CD
- 2008 Ost Rock Megamix XXL / Sony BMG
- 2009 Maid of Orleans – Maxi-CD
- 2009 Wake up – Maxi-CD
- 2009 Retro Vibration – Das 4. Album
- 2009 Ost Rock Kuschel Megamix XXL / Sony
- 2009 Retro Vibration – Maxi-CD / Picture Vinyl
- 2010 Best of DJ Happy Vibes
- 2010 Just for Freedom – Maxi-CD
- 2010 Aroma Therapie – Maxi-CD
- 2010 Aroma Therapie – 5. Album
- 2011 Ich will die Nacht Maxi-CD inkl. German History – Das Video
- 2011 Elektrisiert – Maxi-CD inkl. Video
- 2011 Lust – Maxi-CD inkl. Video
- 2011 Rock mich – Maxi-CD inkl. Video
- 2011 The Early Years – Album
- 2011 DJ Unser – Maxi-CD inkl. Video
- 2011 Lust – Maxi-CD inkl. Video
- 2012 German History – Maxi-CD inkl. Video
- 2012 Viva la Classic – Maxi-CD inkl. Video
- 2012 Voodoo – Maxi-CD inkl. Video
- 2012 Leben – Maxi-CD inkl. Video
- 2012 Egoist – Maxi-CD inkl. Video
- 2012 Man sollte nie – Maxi-CD inkl. Video
- 2012 Viva la Vita – Album-CD inkl. Video-DVD
- 2013 Drei Haselnüsse – Maxi-CD inkl. Video
- 2013 DJ Happy Vibes Megamix remixed by DJ Infinity
- 2013 Land of make believe – Maxi-CD inkl. Video
- 2013 Slow Motion – Maxi-CD inkl. Video
- 2015 Die Moldau – Maxi-CD inkl. Video
- 2015 Colours – Maxi-CD inkl. Video
- 2015 Kinder – Maxi-CD inkl. Video
- 2016 The Voice Of Buddha – Maxi-CD inkl. Video
- 2016 Call me tonight – Maxi-CD inkl. Video
- 2016 Nachtschatten – Album-CD inkl. Video-DVD
- 2016 German History II – Maxi-CD inkl. Video
- 2017 Sig.Robinson – Maxi-CD inkl. Video
- 2018 Can’t take my eyes off you – Maxi-CD inkl. Video
- 2018 Sonnensegel – Maxi-CD inkl. Video
- 2018 Phönix – Album
- 2019 Kartenhaus – Maxi-CD inkl. Video
- 2019 Sachsenhymne – Single
- 2019 Sachsenhymne Popbarock – Maxi-CD inkl. Video